# Lutas nos Jogos Olímpicos de Verão de 2020

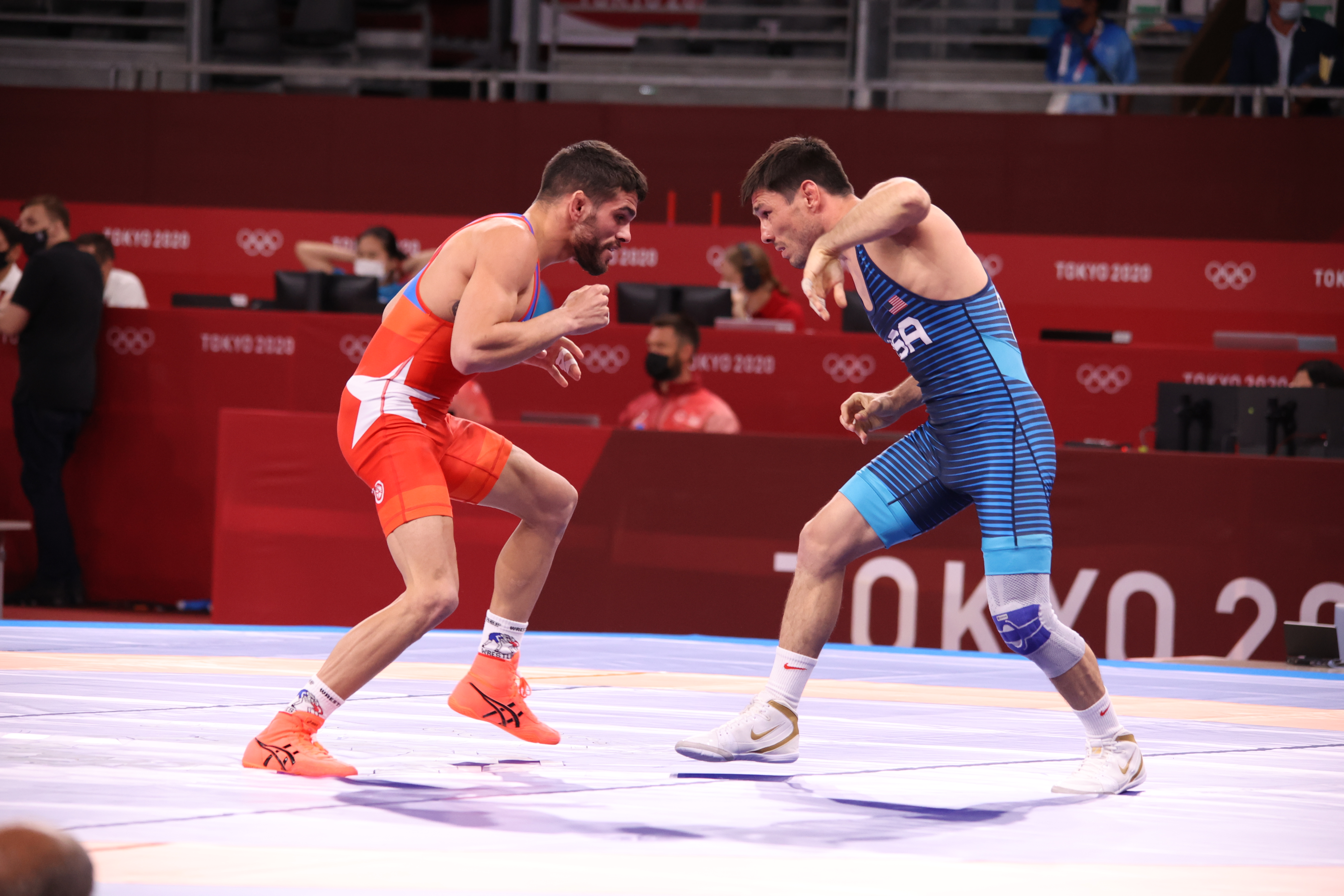
Disputa entre Luis Orta e Ildar Hafizov na categoria até 60 kg masculino da luta greco-romana

As competições de lutas nos Jogos Olímpicos de Verão de 2020 foram disputadas em duas disciplinas, estilo livre e greco-romana, divididas em diferentes categorias de peso. Os homens competiram em ambas as categorias, enquanto as mulheres participaram apenas do estilo livre, com 18 medalhas de ouro em disputa. Originalmente programados para 2020, os eventos foram adiados em um ano devido à pandemia da COVID-19, sendo remarcados e ocorridos entre 1 e 7 de agosto de 2021.
Um total de 287 lutadores representando 60 Comitês Olímpicos Nacionais (CON) competiram nos 18 eventos, sendo todos realizados no Makuhari Messe, em Tóquio.

## Qualificação
Para os Jogos de Tóquio até 289 lutadores provenientes de diferentes CONs poderiam se classificar, sendo que cada um tinha permissão para entrar com no máximo 18 competidores (1 por evento). Duas vagas foram reservadas para a nação anfitriã, o Japão.
As vagas foram atribuídas pelo Campeonato Mundial de 2019, pelos torneios de qualificação continentais e por um derradeiro torneio de qualificação mundial para definição dos últimos classificados. As vagas foram atribuídas aos respectivos CONs e não necessariamente ao competidor que conquistou a vaga no evento classificatório, cabendo ao CON determinar os lutadores inscritos.

## Calendário
As competições de judô foram realizados ao longo de sete dias, iniciando com as disputas de três categorias (livre até 76 kg feminino, greco-romana até 60 kg e até 130 kg masculino) em 1 de agosto e finalizando com as disputas por medalhas nas categorias até 50 kg feminino, até 65 kg e até 97 kg masculino da luta livre em 7 de agosto de 2021.
| R | Repescagem | OF | Oitavas de final | QF | Quartas de final | SF | Semifinais | F | Finais |

| M | Manhã | N | Noite |

| DataEvento             | 1 ago | 1 ago | 1 ago | 2 ago | 2 ago | 2 ago | 3 ago | 3 ago | 3 ago | 4 ago | 4 ago | 4 ago | 5 ago | 5 ago | 5 ago | 6 ago | 6 ago | 6 ago | 7 ago | 7 ago | 7 ago |
| ---------------------- | ----- | ----- | ----- | ----- | ----- | ----- | ----- | ----- | ----- | ----- | ----- | ----- | ----- | ----- | ----- | ----- | ----- | ----- | ----- | ----- | ----- |
|                        | M     | M     | N     | M     | M     | N     | M     | M     | N     | M     | M     | N     | M     | M     | N     | M     | M     | N     | M     | N     | N     |
| Livre masculino        |       |       |       |       |       |       |       |       |       |       |       |       |       |       |       |       |       |       |       |       |       |
| –57 kg                 |       |       |       |       |       |       |       |       |       | OF    | QF    | SF    | R     | R     | F     |       |       |       |       |       |       |
| –65 kg                 |       |       |       |       |       |       |       |       |       |       |       |       |       |       |       | OF    | QF    | SF    |       | R     | F     |
| –74 kg                 |       |       |       |       |       |       |       |       |       |       |       |       | OF    | QF    | SF    | R     | R     | F     |       |       |       |
| –86 kg                 |       |       |       |       |       |       |       |       |       | OF    | QF    | SF    | R     | R     | F     |       |       |       |       |       |       |
| –97 kg                 |       |       |       |       |       |       |       |       |       |       |       |       |       |       |       | OF    | QF    | SF    |       | R     | F     |
| –125 kg                |       |       |       |       |       |       |       |       |       |       |       |       | OF    | QF    | SF    | R     | R     | F     |       |       |       |
| Livre feminino         |       |       |       |       |       |       |       |       |       |       |       |       |       |       |       |       |       |       |       |       |       |
| –50 kg                 |       |       |       |       |       |       |       |       |       |       |       |       |       |       |       | OF    | QF    | SF    |       | R     | F     |
| –53 kg                 |       |       |       |       |       |       |       |       |       |       |       |       | OF    | QF    | SF    | R     | R     | F     |       |       |       |
| –57 kg                 |       |       |       |       |       |       |       |       |       | OF    | QF    | SF    | R     | R     | F     |       |       |       |       |       |       |
| –62 kg                 |       |       |       |       |       |       | OF    | QF    | SF    | R     | R     | F     |       |       |       |       |       |       |       |       |       |
| –68 kg                 |       |       |       | OF    | QF    | SF    | R     | R     | F     |       |       |       |       |       |       |       |       |       |       |       |       |
| –76 kg                 | OF    | QF    | SF    | R     | R     | F     |       |       |       |       |       |       |       |       |       |       |       |       |       |       |       |
| Greco-romana masculina |       |       |       |       |       |       |       |       |       |       |       |       |       |       |       |       |       |       |       |       |       |
| –60 kg                 | OF    | QF    | SF    | R     | R     | F     |       |       |       |       |       |       |       |       |       |       |       |       |       |       |       |
| –67 kg                 |       |       |       |       |       |       | OF    | QF    | SF    | R     | R     | F     |       |       |       |       |       |       |       |       |       |
| –77 kg                 |       |       |       | OF    | QF    | SF    | R     | R     | F     |       |       |       |       |       |       |       |       |       |       |       |       |
| –87 kg                 |       |       |       |       |       |       | OF    | QF    | SF    | R     | R     | F     |       |       |       |       |       |       |       |       |       |
| –97 kg                 |       |       |       | OF    | QF    | SF    | R     | R     | F     |       |       |       |       |       |       |       |       |       |       |       |       |
| –130 kg                | OF    | QF    | SF    | R     | R     | F     |       |       |       |       |       |       |       |       |       |       |       |       |       |       |       |

## Nações participantes
Ao todo, 60 CONs tiveram atletas qualificados em ao menos um evento. Entre parênteses encontra-se representada a quantidade de atletas.
- GER Alemanha (7)
- ALG Argélia (8)
- ARG Argentina (1)
- ARM Armênia (6)
- AZE Azerbaijão (7)
- BLR Bielorrússia (8)
- BRA Brasil (3)
- BUL Bulgária (7)
- CMR Camarões (1)
- CAN Canadá (4)
- KAZ Cazaquistão (11)
- CHI Chile (1)
- CHN China (11)
- COL Colômbia (3)
- KOR Coreia do Sul (2)
- CRO Croácia (2)
- CUB Cuba (12)
- DEN Dinamarca (1)
- EGY Egito (8)
- ECU Equador (2)
- EOR Equipe Olímpica de Refugiados (1)
- SVK Eslováquia (1)
- USA Estados Unidos (15)
- EST Estônia (2)
- FIN Finlândia (2)
- FRA França (2)
- GEO Geórgia (7)
- GRE Grécia (2)
- GUM Guam (1)
- GUI Guiné (1)
- GBS Guiné-Bissau (2)
- HUN Hungria (6)
- IND Índia (7)
- IRI Irã (11)
- ITA Itália (2)
- JPN Japão (12)
- KOS Kosovo (1)
- LAT Letônia (1)
- LTU Lituânia (1)
- MKD Macedônia do Norte (1)
- MAR Marrocos (1)
- MEX México (2)
- MDA Moldávia (2)
- MGL Mongólia (9)
- NGR Nigéria (5)
- PER Peru (1)
- POL Polônia (6)
- PUR Porto Rico (1)
- KGZ Quirguistão (9)
- CZE República Checa (1)
- ROC ROC (17)
- ROU Romênia (5)
- SMR San Marino (1)
- SEN Senegal (1)
- SRB Sérvia (4)
- SWE Suécia (3)
- SUI Suíça (1)
- TUN Tunísia (10)
- TUR Turquia (9)
- UKR Ucrânia (10)
- UZB Uzbequistão (8)

## Medalhistas

### Livre masculino
| Evento              | Ouro                              | Prata                                         | Bronze                               |
| ------------------- | --------------------------------- | --------------------------------------------- | ------------------------------------ |
| Até 57 kg detalhes  | Zaur Uguev ROC                    | Ravi Kumar IND Índia                          | Nurislam Sanayev KAZ Cazaquistão     |
| Até 57 kg detalhes  | Zaur Uguev ROC                    | Ravi Kumar IND Índia                          | Thomas Gilman USA Estados Unidos     |
| Até 65 kg detalhes  | Takuto Otoguro JPN Japão          | Haji Aliyev AZE Azerbaijão                    | Gadzhimurad Rashidov ROC             |
| Até 65 kg detalhes  | Takuto Otoguro JPN Japão          | Haji Aliyev AZE Azerbaijão                    | Bajrang Punia IND Índia              |
| Até 74 kg detalhes  | Zaurbek Sidakov ROC               | Mahamedkhabib Kadzimahamedau BLR Bielorrússia | Kyle Dake USA Estados Unidos         |
| Até 74 kg detalhes  | Zaurbek Sidakov ROC               | Mahamedkhabib Kadzimahamedau BLR Bielorrússia | Bekzod Abdurakhmonov UZB Uzbequistão |
| Até 86 kg detalhes  | David Taylor USA Estados Unidos   | Hassan Yazdani IRI Irã                        | Artur Naifonov ROC                   |
| Até 86 kg detalhes  | David Taylor USA Estados Unidos   | Hassan Yazdani IRI Irã                        | Myles Amine SMR San Marino           |
| Até 97 kg detalhes  | Abdulrashid Sadulaev ROC          | Kyle Snyder USA Estados Unidos                | Reineris Salas CUB Cuba              |
| Até 97 kg detalhes  | Abdulrashid Sadulaev ROC          | Kyle Snyder USA Estados Unidos                | Abraham Conyedo ITA Itália           |
| Até 125 kg detalhes | Gable Steveson USA Estados Unidos | Geno Petriashvili GEO Geórgia                 | Amir Hossein Zare IRI Irã            |
| Até 125 kg detalhes | Gable Steveson USA Estados Unidos | Geno Petriashvili GEO Geórgia                 | Taha Akgül TUR Turquia               |

### Livre feminino
| Evento             | Ouro                             | Prata                              | Bronze                                |
| ------------------ | -------------------------------- | ---------------------------------- | ------------------------------------- |
| Até 50 kg detalhes | Yui Susaki JPN Japão             | Sun Yanan CHN China                | Mariya Stadnik AZE Azerbaijão         |
| Até 50 kg detalhes | Yui Susaki JPN Japão             | Sun Yanan CHN China                | Sarah Hildebrandt USA Estados Unidos  |
| Até 53 kg detalhes | Mayu Mukaida JPN Japão           | Pang Qianyu CHN China              | Vanesa Kaladzinskaya BLR Bielorrússia |
| Até 53 kg detalhes | Mayu Mukaida JPN Japão           | Pang Qianyu CHN China              | Bat-Ochiryn Bolortuyaa MGL Mongólia   |
| Até 57 kg detalhes | Risako Kawai JPN Japão           | Iryna Kurachkina BLR Bielorrússia  | Helen Maroulis USA Estados Unidos     |
| Até 57 kg detalhes | Risako Kawai JPN Japão           | Iryna Kurachkina BLR Bielorrússia  | Evelina Nikolova BUL Bulgária         |
| Até 62 kg detalhes | Yukako Kawai JPN Japão           | Aisuluu Tynybekova KGZ Quirguistão | Iryna Koliadenko UKR Ucrânia          |
| Até 62 kg detalhes | Yukako Kawai JPN Japão           | Aisuluu Tynybekova KGZ Quirguistão | Taybe Yusein BUL Bulgária             |
| Até 68 kg detalhes | Tamyra Mensah USA Estados Unidos | Blessing Oborududu NGR Nigéria     | Alla Cherkasova UKR Ucrânia           |
| Até 68 kg detalhes | Tamyra Mensah USA Estados Unidos | Blessing Oborududu NGR Nigéria     | Meerim Zhumanazarova KGZ Quirguistão  |
| Até 76 kg detalhes | Aline Rotter-Focken GER Alemanha | Adeline Gray USA Estados Unidos    | Yasemin Adar TUR Turquia              |
| Até 76 kg detalhes | Aline Rotter-Focken GER Alemanha | Adeline Gray USA Estados Unidos    | Zhou Qian CHN China                   |

### Greco-romana masculino
| Evento              | Ouro                         | Prata                            | Bronze                             |
| ------------------- | ---------------------------- | -------------------------------- | ---------------------------------- |
| Até 60 kg detalhes  | Luis Orta CUB Cuba           | Kenichiro Fumita JPN Japão       | Walihan Sailike CHN China          |
| Até 60 kg detalhes  | Luis Orta CUB Cuba           | Kenichiro Fumita JPN Japão       | Sergey Emelin ROC                  |
| Até 67 kg detalhes  | Mohammad Reza Geraei IRI Irã | Parviz Nasibov UKR Ucrânia       | Frank Stäbler GER Alemanha         |
| Até 67 kg detalhes  | Mohammad Reza Geraei IRI Irã | Parviz Nasibov UKR Ucrânia       | Mohamed Ibrahim El-Sayed EGY Egito |
| Até 77 kg detalhes  | Tamás Lőrincz HUN Hungria    | Akzhol Makhmudov KGZ Quirguistão | Shohei Yabiku JPN Japão            |
| Até 77 kg detalhes  | Tamás Lőrincz HUN Hungria    | Akzhol Makhmudov KGZ Quirguistão | Rafig Huseynov AZE Azerbaijão      |
| Até 87 kg detalhes  | Zhan Beleniuk UKR Ucrânia    | Viktor Lőrincz HUN Hungria       | Denis Kudla GER Alemanha           |
| Até 87 kg detalhes  | Zhan Beleniuk UKR Ucrânia    | Viktor Lőrincz HUN Hungria       | Zurab Datunashvili SRB Sérvia      |
| Até 97 kg detalhes  | Musa Evloev ROC              | Artur Aleksanyan ARM Armênia     | Tadeusz Michalik POL Polônia       |
| Até 97 kg detalhes  | Musa Evloev ROC              | Artur Aleksanyan ARM Armênia     | Mohammad Hadi Saravi IRI Irã       |
| Até 130 kg detalhes | Mijaín López CUB Cuba        | Iakob Kajaia GEO Geórgia         | Rıza Kayaalp TUR Turquia           |
| Até 130 kg detalhes | Mijaín López CUB Cuba        | Iakob Kajaia GEO Geórgia         | Sergey Semenov ROC                 |

## Quadro de medalhas

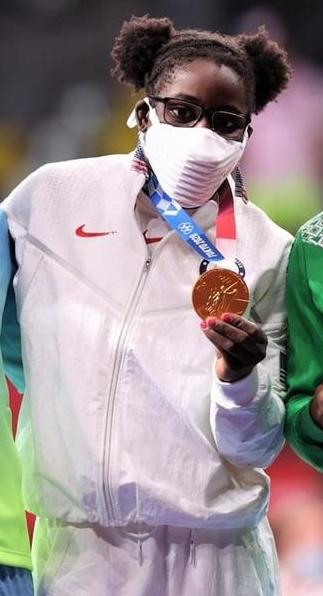
Tamyra Mensah conquistou a única medalha de ouro feminina dos Estados Unidos em Tóquio

País sede destacado
| Ordem | País               | Medalha de ouro | Medalha de prata | Medalha de bronze |    | Ordem por total |
| ----- | ------------------ | --------------- | ---------------- | ----------------- | -- | --------------- |
| 1     | JPN Japão          | 5               | 1                | 1                 | 7  | 3               |
| 2     | ROC                | 4               |                  | 4                 | 8  | 2               |
| 3     | USA Estados Unidos | 3               | 2                | 4                 | 9  | 1               |
| 4     | CUB Cuba           | 2               |                  | 1                 | 3  | 7               |
| 5     | IRI Irã            | 1               | 1                | 2                 | 4  | 4               |
|       | UKR Ucrânia        | 1               | 1                | 2                 | 4  | 4               |
| 7     | HUN Hungria        | 1               | 1                |                   | 2  | 7               |
| 8     | GER Alemanha       | 1               |                  | 2                 | 3  | 7               |
| 9     | CHN China          |                 | 2                | 2                 | 4  | 4               |
| 10    | BLR Bielorrússia   |                 | 2                | 1                 | 3  | 7               |
|       | KGZ Quirguistão    |                 | 2                | 1                 | 3  | 7               |
| 12    | GEO Geórgia        |                 | 2                |                   | 2  | 14              |
| 13    | AZE Azerbaijão     |                 | 1                | 2                 | 3  | 7               |
| 14    | IND Índia          |                 | 1                | 1                 | 2  | 14              |
| 15    | ARM Armênia        |                 | 1                |                   | 1  | 17              |
|       | NGR Nigéria        |                 | 1                |                   | 1  | 17              |
| 17    | TUR Turquia        |                 |                  | 3                 | 3  | 7               |
| 18    | BUL Bulgária       |                 |                  | 2                 | 2  | 14              |
| 19    | KAZ Cazaquistão    |                 |                  | 1                 | 1  | 17              |
|       | EGY Egito          |                 |                  | 1                 | 1  | 17              |
|       | ITA Itália         |                 |                  | 1                 | 1  | 17              |
|       | MGL Mongólia       |                 |                  | 1                 | 1  | 17              |
|       | POL Polônia        |                 |                  | 1                 | 1  | 17              |
|       | SMR San Marino     |                 |                  | 1                 | 1  | 17              |
|       | SRB Sérvia         |                 |                  | 1                 | 1  | 17              |
|       | UZB Uzbequistão    |                 |                  | 1                 | 1  | 17              |
| TOTAL | TOTAL              | 18              | 18               | 36                | 72 | —               |